# Мазит, Рудольф Рудольфович
Рудольф Рудольфович Мазит — советский хозяйственный, государственный и политический деятель, Герой Социалистического Труда.

## Биография
Родился в 1912 году в Риге. Член КПСС.
С 1930 года — на хозяйственной, общественной и политической работе. В 1930—1973 гг. — крестьянин в отцовском и собственном хозяйствах, военнослужащий работник системы Центральной телефонной сети Риги во время нацистской оккупации Латвийской ССР, крестьянин в селе Ледурга, председатель колхоза «Атмода» в селе Катлакалнс Рижского района Латвийской ССР.
Указом Президиума Верховного Совета СССР от 22 марта 1966 года за достигнутые успехи в развитии животноводства, увеличении производства и заготовок мяса, молока, яиц, шерсти и другой продукции присвоено звание Героя Социалистического Труда с вручением ордена Ленина и золотой медали «Серп и Молот».
Умер в селе Ледурга в 1990 году.